# Desmoscolex eftus
Desmoscolex eftus is een rondwormensoort uit de familie van de Desmoscolecidae.